# 黃尾美尾䲗
黄尾美尾䲗（学名：Calliurichthys luridus）为䲗科美尾䲗屬的鱼类。在中国，分布于中沙群岛等，多栖息于水深70至80米处。该物种的模式产地在南海中沙群岛。